# Perovićův most
Perovićuv most (bosensky Arslanagića most, srbsky Перовића мост), též ale také Arslanagićův most, překlenuje ve městě Trebinje (Bosna a Hercegovina) řeku Trebišnjici. Jedná se o historickou městskou památku.
Most nechal vybudovat Mehmed Paša Sokolović, otevřen byl roku 1574. Díky tomuto mostu byly obchodní cesty v tehdejším bosenském vilájetu spojeny s přístavem Herceg Novi (dnes v Černé Hoře) a dalšími významnými místy tehdejší Osmanské říše. Pojmenován byl v 18. století po tehdejší vesnici, která nesla název podle kupce Arslan-aga. Ve století dvacátém byl ohrožen v časech druhé světové války, kdy jej srbští četnici podminovali, ve snaze zastavit partyzány. Nakonec miny nevybouchly a most byl uchráněn. Roku 1993 jej tehdejší starosta Trebinje přejmenoval na Perovićův most, spolu i s přilehlou vesnicí. Přesto však je původní název ještě velmi rozšířen a není zažitý.